# Bobobobs (singolo)
Bobobobs è il 63° singolo discografico di Cristina D'Avena, pubblicato nel 1990.

## Descrizione
Il brano era la sigla della serie animata I Bobobobs, scritta da Alessandra Valeri Manera su musica e arrangiamento di Carmelo Carucci. Sul lato B è incisa la versione strumentale.
Entrambi i brani sono stati inseriti nella compilation Cristina D'Avena e i tuoi amici in TV 4 e in numerose raccolte.

## Tracce
Lato A
1. Bobobobs – 2:37 (Alessandra Valeri Manera-Carmelo Carucci)

Lato B
Testi di Alessandra Valeri Manera, musiche di Ninni Carucci.
1. Bobobobs (strumentale) – 2:37